# Amenemhet V
Amenemhet V fou el tercer o quart faraó de la dinastia XIII. Va regnar uns tres anys com a mínim (al papir de Torí, és el tercer, amb més de cinc anys de regnat). Podria ser la mateix persona que Sebenef. No s'han trobat restes d'aquest regnat, excepte dos grans trossos d'estàtua del faraó (i algun de menor), que són en un museu de Viena (Das Kunsthistorische Museum) i al Museu de Núbia a Aswan (es va trobar a l'illa Elefantina i el nom estava inscrit en algun dels fragments. El seu nom de tron fou Sekhemkare (d'aquí, la possible identitat amb Senenef), i el seu nom Amenemhet és el nom amb què apareix a la llista de reis; el seu nom Horus fou Hr sanx tA.wj ('Horus, el que fa viure les dues terres').